# شوك النار الكوادزومي
شوك النار الكوادزومي (الاسم العلمي:Pyracantha koidzumii) هو نوع من النباتات يتبع جنس شوك النار من الفصيلة الوردية.